# Världsmästerskapen i hastighetsåkning på skridskor (distanser) 2008
VM i hastighetsåkning på skridskor (distanser) 2008 anordnades i Nagano i Japan.  Världsmästerskap gällande olika sträckor, anordnas de år då Olympiska vinterspel ej anordnas.

## Resultat

### Damer
- - 2 x 500 m
- 1 Jenny Wolf, Tyskland – 75,62
- 2  Beixing Wang, Kina – 76,28
- 3 Annette Gerritsen, Nederländerna – 77,20
  - 1 000 m
- 1 Anni Friesinger, Tyskland – 1.15,37
- 2 Kristina Groves, Kanada – 1.16,01
- 3 Annette Gerritsen, Nederländerna – 1.16,36
  - 1 500 m
- 1 Anni Friesinger, Tyskland – 1.56,06
- 2 Paulien van Deutekom, Nederländerna– 1.57,36
- 3 Kristina Groves, Kanada – 1.57,63
  - 3 000 m
- 1 Kristina Groves, Kanada – 4.05,03
- 2 Paulien van Deutekom, Nederländerna – 4.05,49
- 3 Daniela Anschütz, Tyskland – 4.05,76
  - 5 000 m
- 1 Martina Sáblíková, Tjeckien – 6.58,22
- 2 Clara Hughes, Kanada – 7.04,79
- 3 Kristina Groves, Kanada – 7.04,94
  - Lagtempo 2 310 m
- 1 Nederländerna (Ireen Wüst, Renate Groenewold, Paulien van Deutekom)
- 2 Kanada (Kristina Groves, Christine Nesbitt, Brittany Schussler)
- 3 Tyskland (Claudia Pechstein , Daniela Anschütz, Lucille Opitz)

### Herrar
- - 2 x 500 m
- 1 Jeremy Wotherspoon, Kanada – 69,46
- 2 Kyou-hyuk Lee, Sydkorea – 70,01
- 3 Jōji Katō, Japan – 70,32
  - 1 000 m
- 1 Shani Davis, USA – 1.08,99
- 2 Jevgenij Lalenkov , Ryssland – 1.09,39
- 3 Denny Morrison, Kanada – 1.09,42
  - 1 500 m
- 1 Denny Morrison, Kanada – 1.45,22
- 2 Shani Davis, USA – 1.45,32
- 2 Sven Kramer, Nederländerna – 1.45,32
  - 5 000 m
- 1 Sven Kramer, Nederländerna – 6.17,24
- 2 Enrico Fabris, Italien – 6.20,22
- 3 Wouter Olde Heuvel, Nederländerna – 6.24,05
  - 10 000 m
- 1 Sven Kramer, Nederländerna – 12.57,71
- 2 Enrico Fabris, Italien – 13.18,81
- 3 Bob de Jong, Nederländerna – 13.25,01
  - Lagtempo 3 080 m
- 1 Nederländerna (Sven Kramer, Wouter Olde Heuvel, Erben Wennemars)
- 2 Italien (Enrico Fabris, Matteo Anesi, Luca Stefani)
- 3 Tyskland (Jörg Dallmann, Stefan Heythausen, Marco Weber)